# Velo Hellerup
Boldklubben Velo Hellerup var en dansk fodboldklub, der blev stiftet i 1903, men som lukkede i februar 1927. Velo vandt den københavnske pokalturnering i 1911.
I 1927 lukkede klubben, da den spillede i KBUs næstbedste række A-rækken.
Velo spillede i den bedste københavnske række i sæsonen 1912-13 og 1916-17. I sæsonen 1917-18 rykkede Velo igen ned for ikke siden at vende tilbage.
Klubben forveksles nogle gange med Boldklubben Velo fra Nakskov, der blev stiftet i 1899. i I 1941 skiftede klubben B39 navn til BK Velo. Denne klub ophørte i 1977